# Schlacht um Schloss Itter

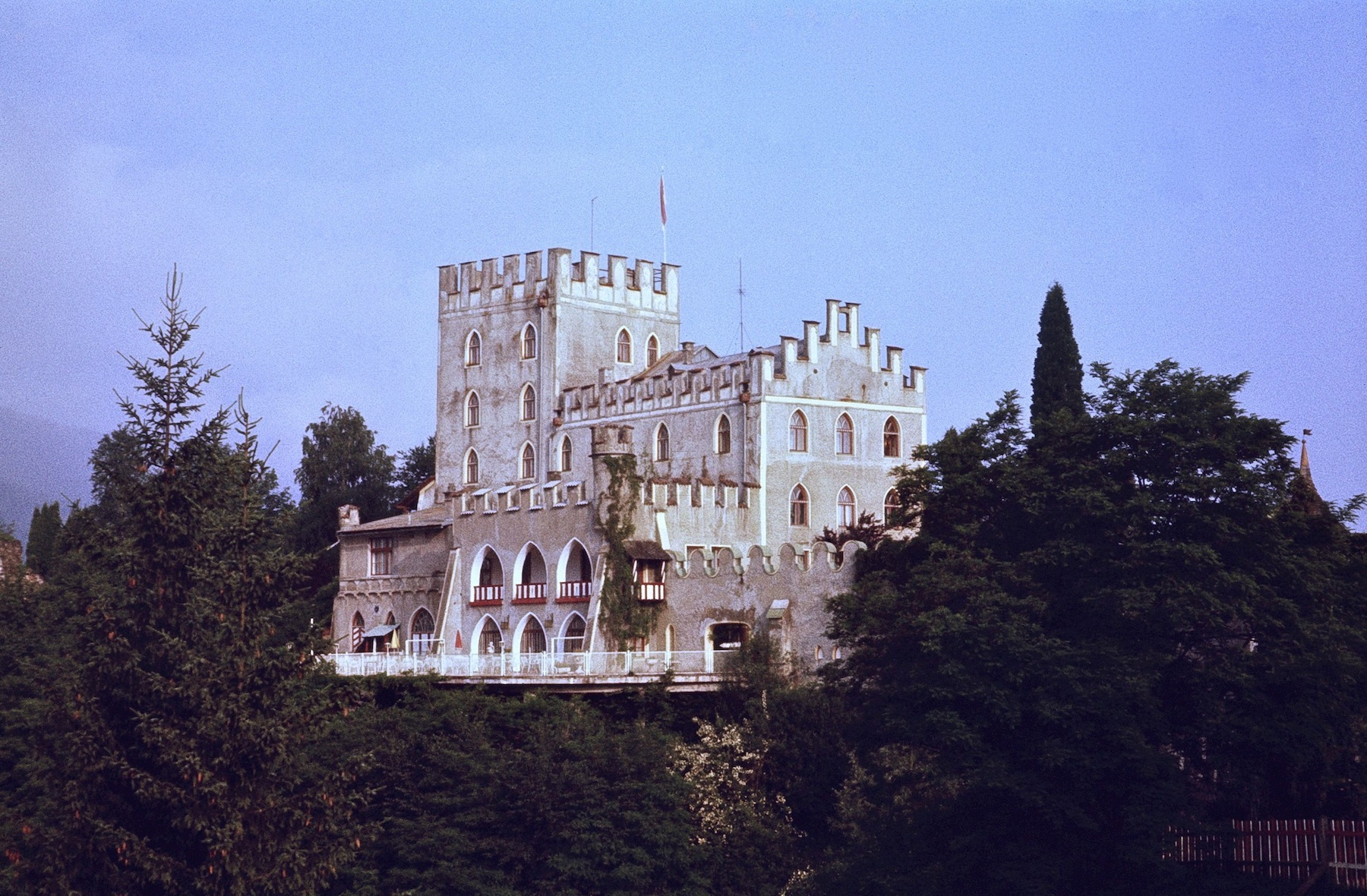
Schloss Itter 1979

Die Schlacht um Schloss Itter wurde am 5. Mai 1945 um das Schloss im Tiroler Dorf Itter in Österreich ausgetragen. Es war, neben der Operation Cowboy, eins von zwei bekannten Gefechten des Zweiten Weltkriegs, bei dem Soldaten der United States Army und der Wehrmacht gemeinsam kämpften, unterstützt von befreiten prominenten französischen Kriegsgefangenen, gegen Einheiten der 17. SS-Panzergrenadier-Division „Götz von Berlichingen“ und der Panzergrenadierdivision „Großdeutschland“.

## Vorgeschichte
Schloss Itter wurde Ende 1940 offiziell durch die deutsche Regierung vom Besitzer Franz Gruener gepachtet und am 7. Februar 1943 von SS-Obergruppenführer und General der Waffen-SS Oswald Pohl auf Befehl Heinrich Himmlers in Besitz genommen. Am 25. April 1943 wurde das Schloss als Außenkommando, mit der damaligen offiziellen Bezeichnung „SS-Sonderkommando Schloss Itter“, des Konzentrationslagers Dachau eröffnet, um hier für das Deutsche Reich wichtige, in der Mehrzahl französische Kriegsgefangene unterzubringen. Gefangen gehalten wurden hier unter anderem der Tennisspieler Jean Borotra, die ehemaligen Premierminister Édouard Daladier und Paul Reynaud, die ehemaligen Hauptbefehlshaber Maxime Weygand und Maurice Gamelin, Charles de Gaulles ältere Schwester Marie-Agnès Cailliau, das Mitglied der Résistance François de La Rocque sowie der Gewerkschaftsführer Léon Jouhaux. Daneben befanden sich hier einige Gefangene aus osteuropäischen Ländern, die überwiegend für Unterhaltsarbeiten eingesetzt wurden.

## Das Gefecht

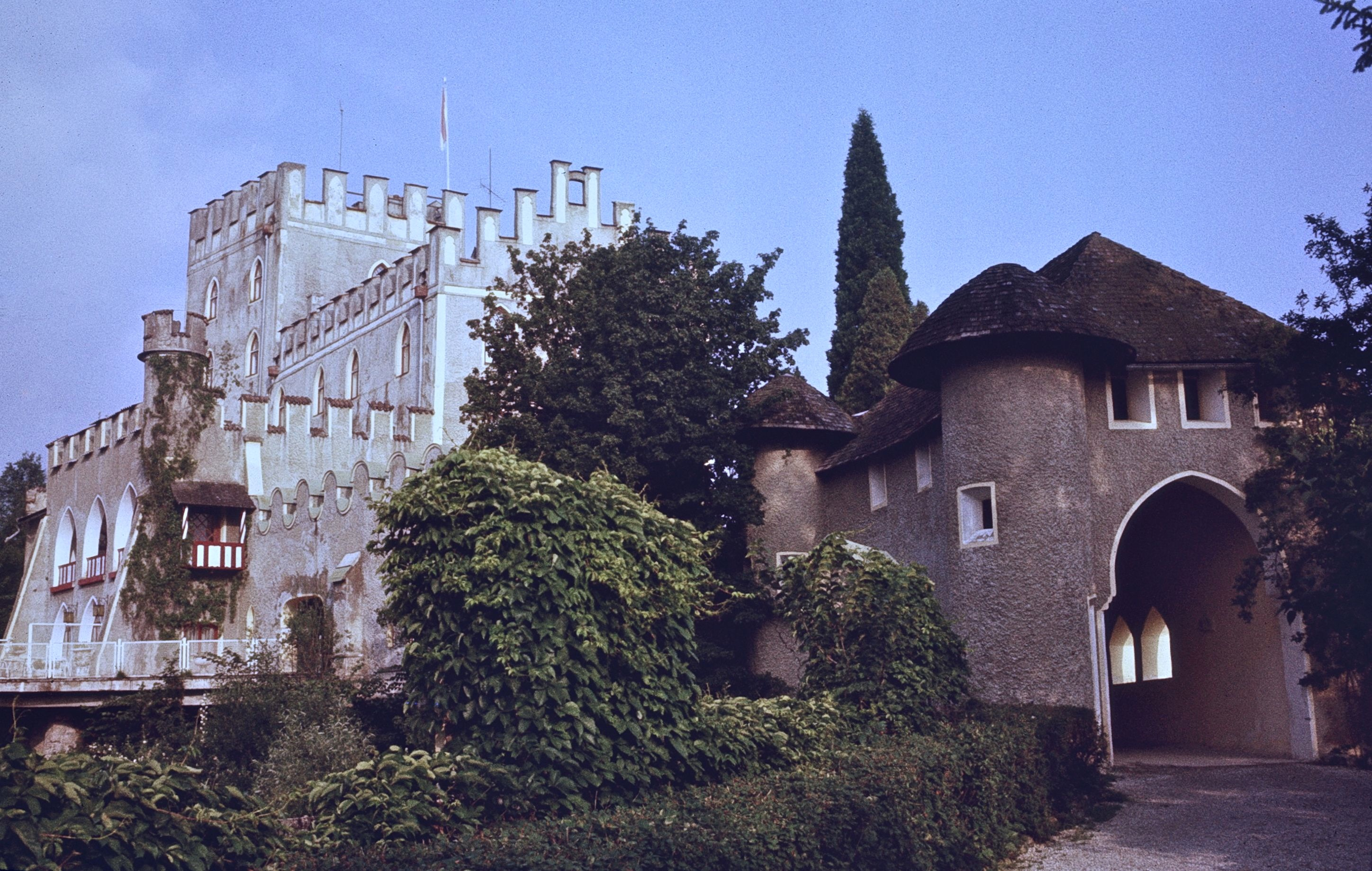
Haupteingang zum Schloss, 1979

Der letzte Kommandeur des Konzentrationslagers Dachau, Eduard Weiter, nahm sich am 2. Mai 1945 nach seiner Flucht von Schloss Itter das Leben.
Am 3. Mai 1945 verließ Zvonimir Čučković, ein Mitglied des jugoslawischen kommunistischen Widerstands, der im Schloss als Gehilfe arbeiten musste, das Gebäude unter dem Vorwand, für den Kommandeur des Schlosses, SS-Sturmbannführer Sebastian Wimmer, Hilfe zu holen. Er hatte einen Brief in englischer Sprache bei sich, den er dem ersten von ihm gefundenen Amerikaner geben sollte und in dem zu alliierter Hilfe aufgerufen wurde.
Das nur fünf Kilometer talabwärts gelegene Wörgl war noch in deutscher Hand, weshalb sich Čučković das Inntal aufwärts in Richtung des 70 Kilometer Fußweg entfernten Innsbruck begab. Am späten Abend erreichte er den Stadtrand von Innsbruck, wo er die Vorhut des 409. Infanterieregiments der amerikanischen 103. Infanteriedivision des VI. Corps antraf und über die Gefangenen im Schloss informierte. Die amerikanischen Soldaten wollten eine Rettungsaktion nicht auf eigene Faust starten, sagten aber Čučković eine Antwort ihres Kommandeurs bis zum Morgen des 4. Mai zu. Am Morgen stieß eine amerikanische Einheit in Richtung Schloss Itter vor, wurde jedoch auf halbem Wege kurz hinter Jenbach durch heftiges Artilleriefeuer zum Halten gebracht.
Als Čučković am 3. Mai nicht zurückgekehrt war, hatte Sebastian Wimmer seinen Posten verlassen, und die Wachmannschaften der SS-Totenkopfverbände waren ihm bald danach gefolgt. Daraufhin hatten sich die Gefangenen mit dem zurückgelassenen Kriegsmaterial bewaffnet und die Kontrolle über das Schloss übernommen.
Da Čučković auch am 4. Mai nicht zurückkam, entschloss sich am Mittag der tschechische Koch Andreas Krobot, mit dem Fahrrad nach Wörgl zu fahren und Hilfe zu suchen. Die Stadt war von der Wehrmacht geräumt, anschließend aber von Einheiten der Waffen-SS besetzt worden. Hier fand er Angehörige des Österreichischen Widerstandes, die ihn zu Major Josef Gangl brachten. Dieser kommandierte die Reste einer Wehrmachtseinheit, die dem Räumungsbefehl nicht gefolgt war, sondern sich dem Widerstand vor Ort angeschlossen hatte.
Gangl hatte bereits vor, die Gefangenen im Schloss zu befreien, wollte jedoch seine wenigen Soldaten nicht in einem Himmelfahrtskommando gegen das von schwer bewaffneter SS bemannte Schloss opfern. Stattdessen hielt er seine Männer bereit, um Bewohner der Stadt vor Repressalien der SS zu schützen, bis die Amerikaner in der Stadt eintreffen würden. Nun sah sich Gangl aber gezwungen, den Amerikanern unter weißer Flagge entgegenzueilen, um sie um Hilfe zu bitten. Im 8 km entfernten Kufstein traf er auf eine Aufklärungseinheit der Amerikaner mit vier Panzern M4 Sherman des 23. Panzer-Battalions der 12. Panzer-Division des XXI. Corps der US Army unter dem Kommando von Hauptmann John C. „Jack“ Lee. Dieser zögerte nicht, die erbetene Rettungsaktion einzuleiten, wofür er auch sofort Erlaubnis seines Kommandeurs erhielt.
Nachdem Lee und Gangl von Gangls Kübelwagen aus das Schloss beobachtet hatten, ließ Lee zwei seiner Panzer zurück, übernahm aber fünf weitere sowie unterstützende Infanterie vom soeben eingetroffenen 142. US-Infanterieregiment der 36. Infanterie-Division. Lee sah sich jedoch an einer zu unsicher erscheinenden Brücke gezwungen, die Verstärkung zurückzuschicken und mit nur 14 US-Soldaten, Gangl sowie einem Lastwagen mit einem Fahrer und zehn ehemaligen Artilleristen der Wehrmacht zum Schloss vorzustoßen, wobei er einen Panzer an der Brücke zurückließ. Der Vorstoß zum Schloss wurde gegen eine Einheit der Waffen-SS erzwungen, die vergeblich versuchte, den Weg zu blockieren.
Währenddessen baten die französischen Gefangenen den SS-Offizier Kurt-Siegfried Schrader, der sich zur Genesung von einer Verwundung in Itter befand, um Schutz. Als Lee das Schloss erreichte, wurde er freudig begrüßt, doch waren die ehemaligen Gefangenen angesichts der geringen Anzahl von Amerikanern enttäuscht. Während Lees Männer Verteidigungsstellungen um das Schloss herum einnahmen, wurde der Panzer (Besotten Jenny) am Haupttor aufgestellt. Obwohl Lee die befreiten Franzosen angewiesen hatte, sich zu verstecken, kämpften sie an der Seite der US- und Wehrmachtssoldaten. Gangl gelang es, Alois Mayr von der österreichischen Widerstandsgruppe in Wörgl anzurufen und um Hilfe zu bitten, woraufhin zwei weitere Wehrmachtssoldaten und der jugendliche Widerstandskämpfer Hans Waltl zum Schloss fuhren. Nachdem in der Nacht Spähtrupps das Schloss beobachtet hatten, griffen am Morgen des 5. Mai etwa 100 bis 150 Mann der Waffen-SS an.
Im Laufe des Gefechts wurde Gangl selbst getötet. Die Umstände seines Todes sind aufgrund der widersprüchlichen Quellenlage nicht eindeutig zu klären. Paul Reynaud spricht davon, dass Gangl Verhandlungen mit dem Gegner aufnehmen wollte und hierbei erschossen wurde. Das Tagebuch der Einheit Gangl konstatiert, dass der Major die Verteidigung des Eingangs übernehmen wollte und Stephen Harding wiederum zieht aus Interviews mit Zeitzeugen, dass Gangl beim Versuch, den ehemaligen französischen Premierminister Reynaud aus der Schusslinie zu bringen, von der Kugel eines Scharfschützen tödlich getroffen wurde. Er starb als einziger der Verteidiger des Schlosses. Der Sherman-Panzer wurde durch eine 8,8-cm-FlaK 18/36/37 zerstört, doch gelang es dem amerikanischen MG-Schützen, sich in Sicherheit zu bringen.
Am frühen Nachmittag wurde schließlich ein Entsatzkontingent des 142. Infanterieregiments in Marsch gesetzt. Der gefangene französische Sportfunktionär Jean Borotra meldete sich freiwillig, um sich durch die Linien der SS zu schlagen, und erreichte die US-Truppen, die er nun über die Lage im Schloss informieren konnte.
Die Entsatztruppen erreichten gegen 16 Uhr das Schloss und besiegten die Belagerer, wobei etwa 100 SS-Leute gefangen genommen wurden. Die befreiten französischen Gefangenen wurden am selben Abend nach Frankreich geschickt und erreichten Paris am 10. Mai 1945.

## Historische Bewertung
Lee wurde für seinen Einsatz mit dem Distinguished Service Cross ausgezeichnet.
Gangl wurde als Held des österreichischen Widerstands geehrt, und in Wörgl wurde eine Straße nach ihm benannt (⊙).
Die Schlacht um Schloss Itter, geschlagen nur zwei Tage vor Kriegsende und fünf Tage nach Hitlers Tod, wird als die „seltsamste Schlacht des Zweiten Weltkrieges“ bezeichnet und gilt neben der Operation Cowboy als einziges Gefecht dieses Krieges, bei dem Amerikaner und Deutsche auf einer Seite kämpften.

## Filmische Dokumentation
In der Dokumentationsreihe Vergessene Schauplätze des Zweiten Weltkriegs handelt die Folge 2 „Die Schlacht um Schloss Itter“ von den Geschehnissen während der Kämpfe um das Schloss Itter. Die deutsche Erstausstrahlung der Sendung erfolgte am 30. Juni 2023 auf The History Channel.